# 马拉尼昂州伊廷加
马拉尼昂州伊廷加（葡萄牙語：Itinga do Maranhão）是巴西马拉尼昂州的一个市镇。总面积3590.033平方公里，总人口24581人，人口密度6.8人/平方公里。